# Микитівка (Бєлгородська область)
Микитівка (рос. Никитовка) — село у Красногвардєйському районі Бєлгородської області Російської Федерації.
Населення становить 2353  особи. Входить до складу муніципального утворення Никитовське сільське поселення.

## Історія
Населений пункт розташований у східній частині української суцільної етнічної території — східній Слобожанщині.
Згідно із законом від 20 грудня 2004 року № 159 від 20 грудня 2004 року органом місцевого самоврядування є Никитовське сільське поселення.

## Населення
| 1959 | 2002  | 2010  |
| ---- | ----- | ----- |
| 3438 | ▼2523 | ▼2353 |